# Gare de Beynes
Pour les articles homonymes, voir Gare de Beyne.
La gare de Beynes est une gare ferroviaire française de la ligne de Plaisir - Grignon à Épône - Mézières, située sur le territoire de la commune de Beynes, dans le département des Yvelines, en région Île-de-France.
C'est une gare de la Société nationale des chemins de fer français (SNCF) desservie par les trains de la ligne N du Transilien (réseau Paris-Montparnasse).

## Situation ferroviaire
Établie à 56 m d'altitude, la gare de Beynes est située au point kilométrique (PK) 38,495 de la ligne de Plaisir - Grignon à Épône - Mézières, entre les gares de Plaisir - Grignon et de Mareil-sur-Mauldre.

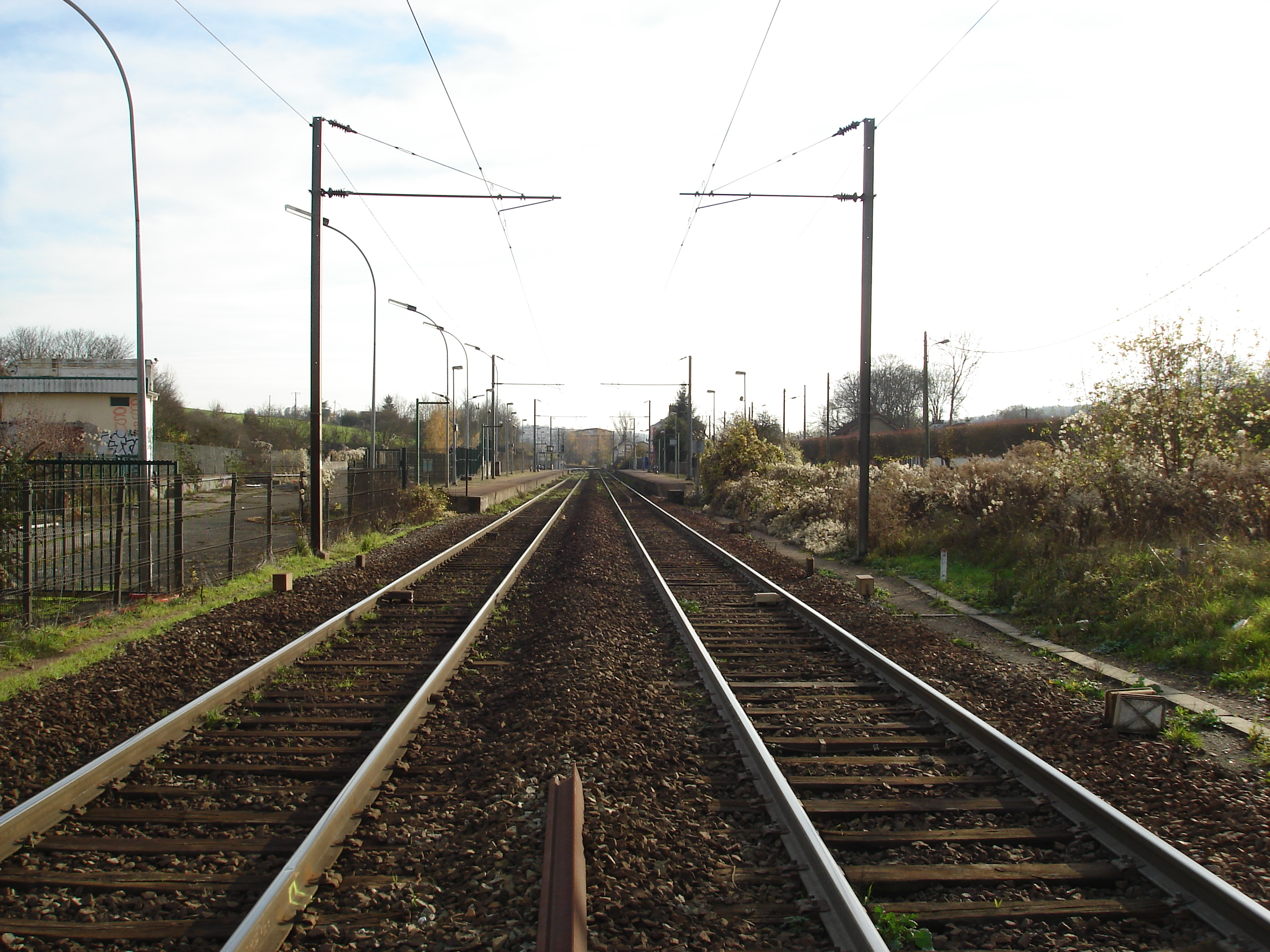
Vue générale de la gare.

## Histoire
Elle est mise en service le 30 août 1900 avec l'ouverture de la ligne de Plaisir - Grignon à Épône - Mézières.
En 2016, selon les estimations de la SNCF, la fréquentation annuelle de la gare est de 140 400 voyageurs.

### Cinéma
La gare fut utilisée au cinéma dans le film Les Tuche 3, sorti le 31 janvier 2018, où elle était appelée gare de Bouzolles.

## Service des voyageurs

### Accueil
Gare SNCF, elle dispose d'un bâtiment voyageurs avec guichet, d'automate Transilien et du système d'information sur les circulations des trains en temps réel.
Elle est équipée de deux quais latéraux : le quai 1 dispose d'une longueur utile de 250 m pour la voie 1 et le quai 2 d'une longueur utile de 200 m pour la voie 2. Le changement de quai se fait par un passage souterrain.

### Desserte
En 2012, la gare est desservie par des trains de la ligne N du Transilien (branche Paris - Mantes-la-Jolie), à raison d'un train toutes les heures, sauf aux heures de pointe où la fréquence est d'un train toutes les 30 minutes.
Le temps de trajet est d'environ 21 minutes depuis Mantes-la-Jolie et de 48 minutes à 50 minutes depuis Paris-Montparnasse.

### Fréquentation
De 2015 à 2024, selon les estimations de la SNCF, la fréquentation annuelle de la gare s'élève aux nombres indiqués dans le tableau ci-dessous.
| Année     | 2015    | 2016    | 2017    | 2018    | 2019    | 2020   | 2021    | 2022    | 2023    | 2024    |
| --------- | ------- | ------- | ------- | ------- | ------- | ------ | ------- | ------- | ------- | ------- |
| Voyageurs | 169 429 | 177 372 | 184 586 | 188 216 | 192 598 | 86 727 | 151 643 | 158 901 | 174 869 | 192 999 |

### Intermodalité
La gare est desservie par les lignes 13, 21, 31, 41 et 51 du réseau de bus Centre et Sud Yvelines et par le service de transport à la demande « TàD Houdan - Monfort ». Un parking pour les véhicules et les vélos y est aménagé.

## Galerie de photographies

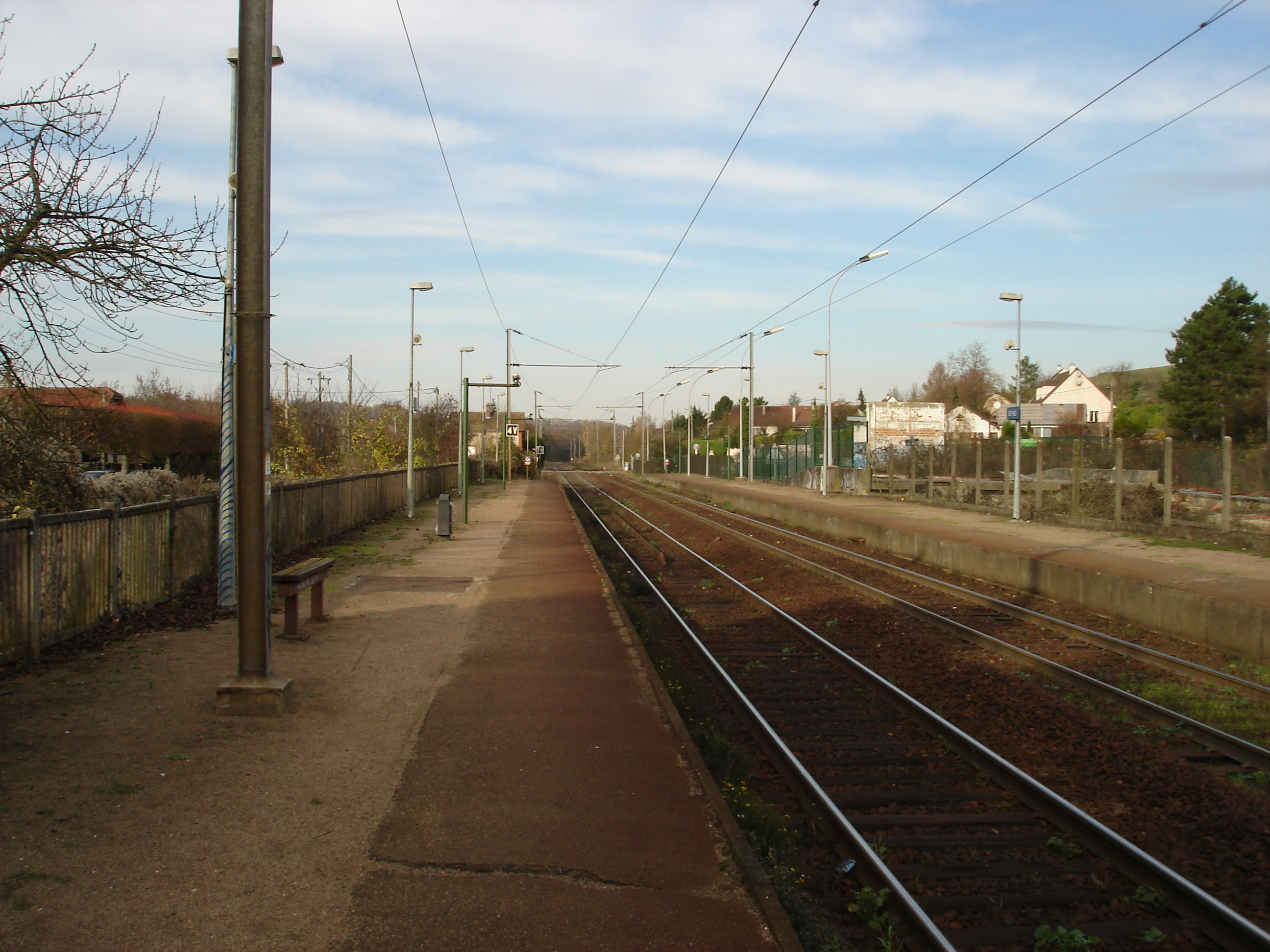
Vue vers Mantes-la-Jolie.
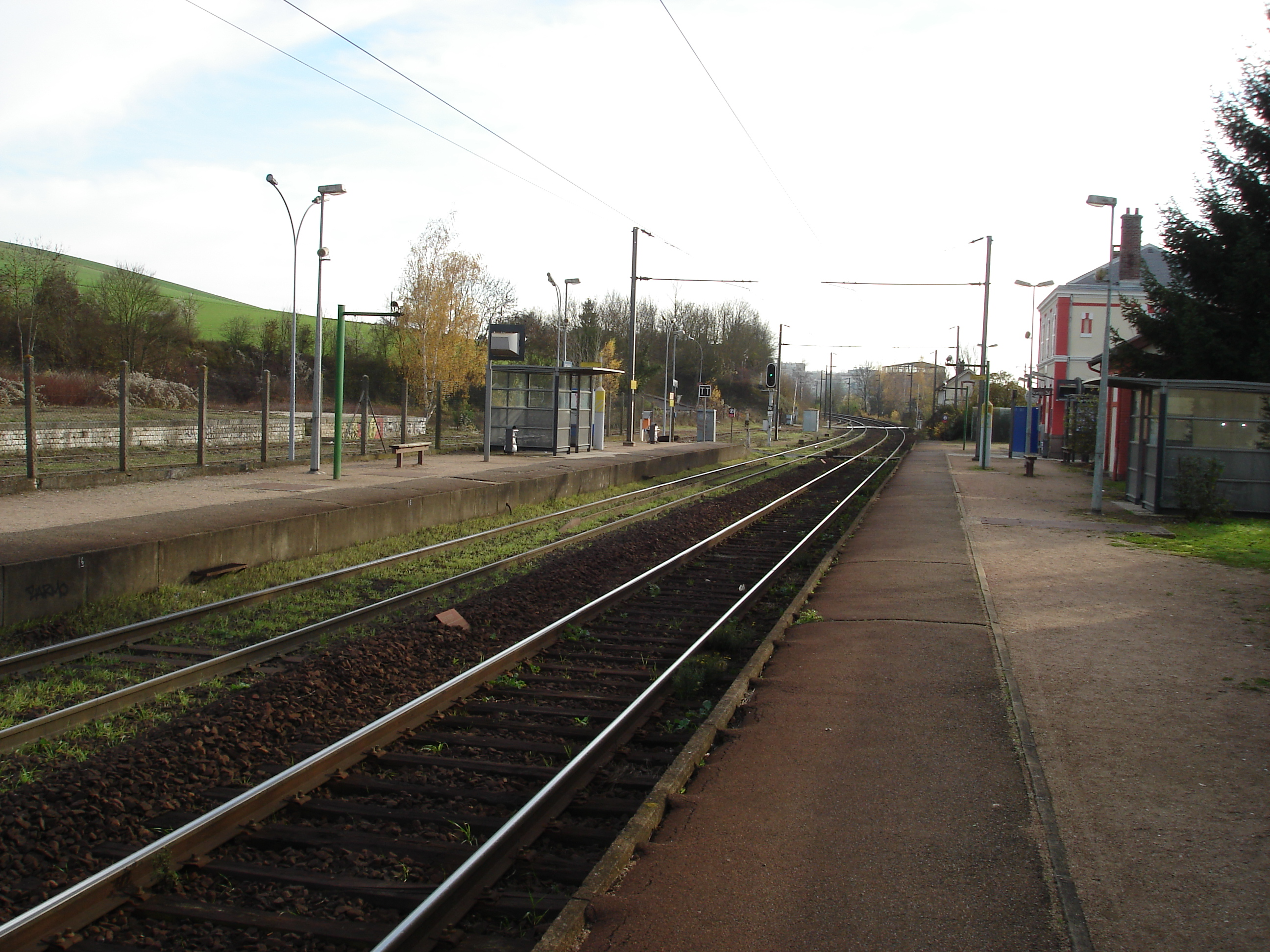
Vue vers Paris.
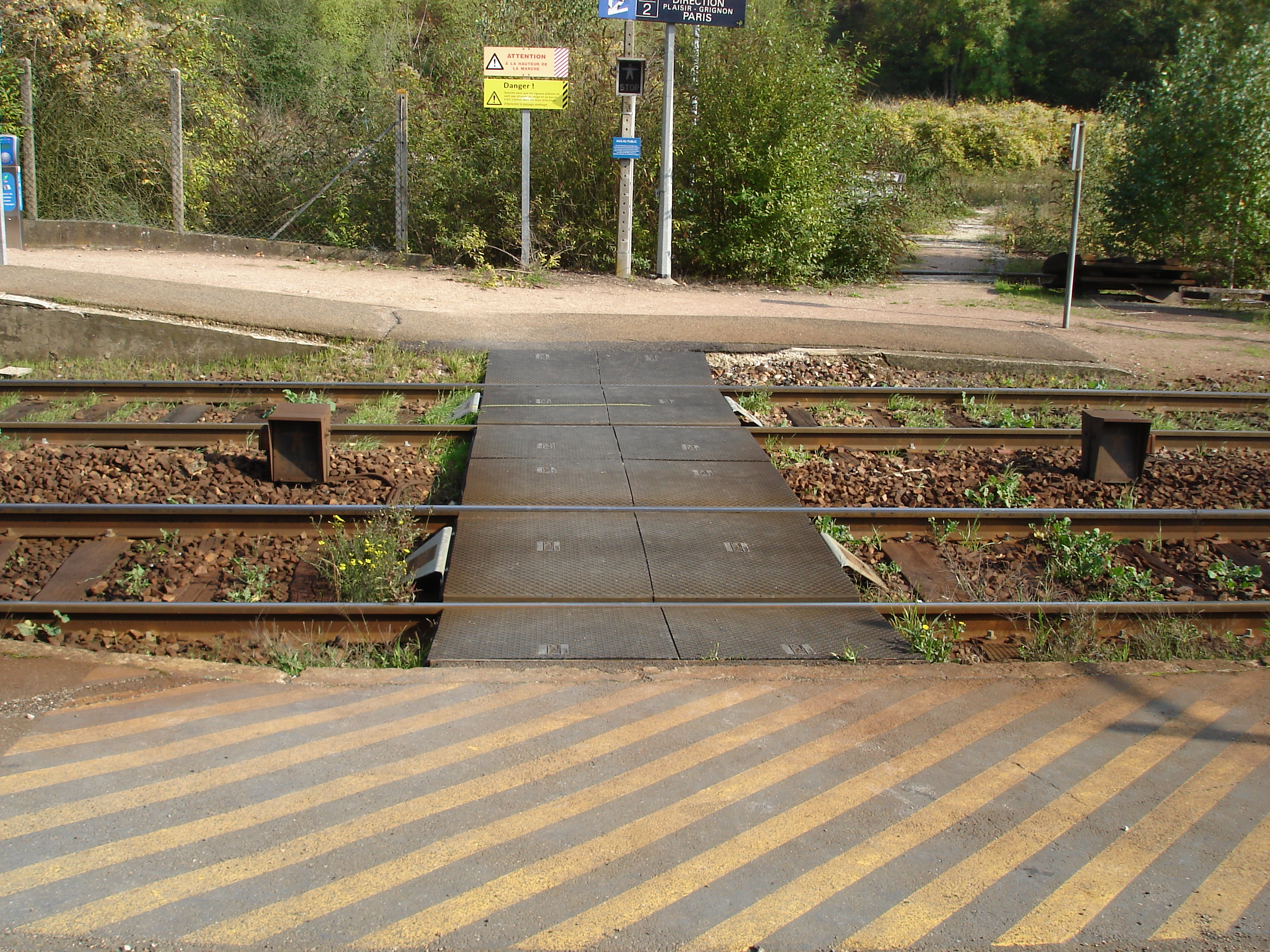
La traversée de voie par les piétons.
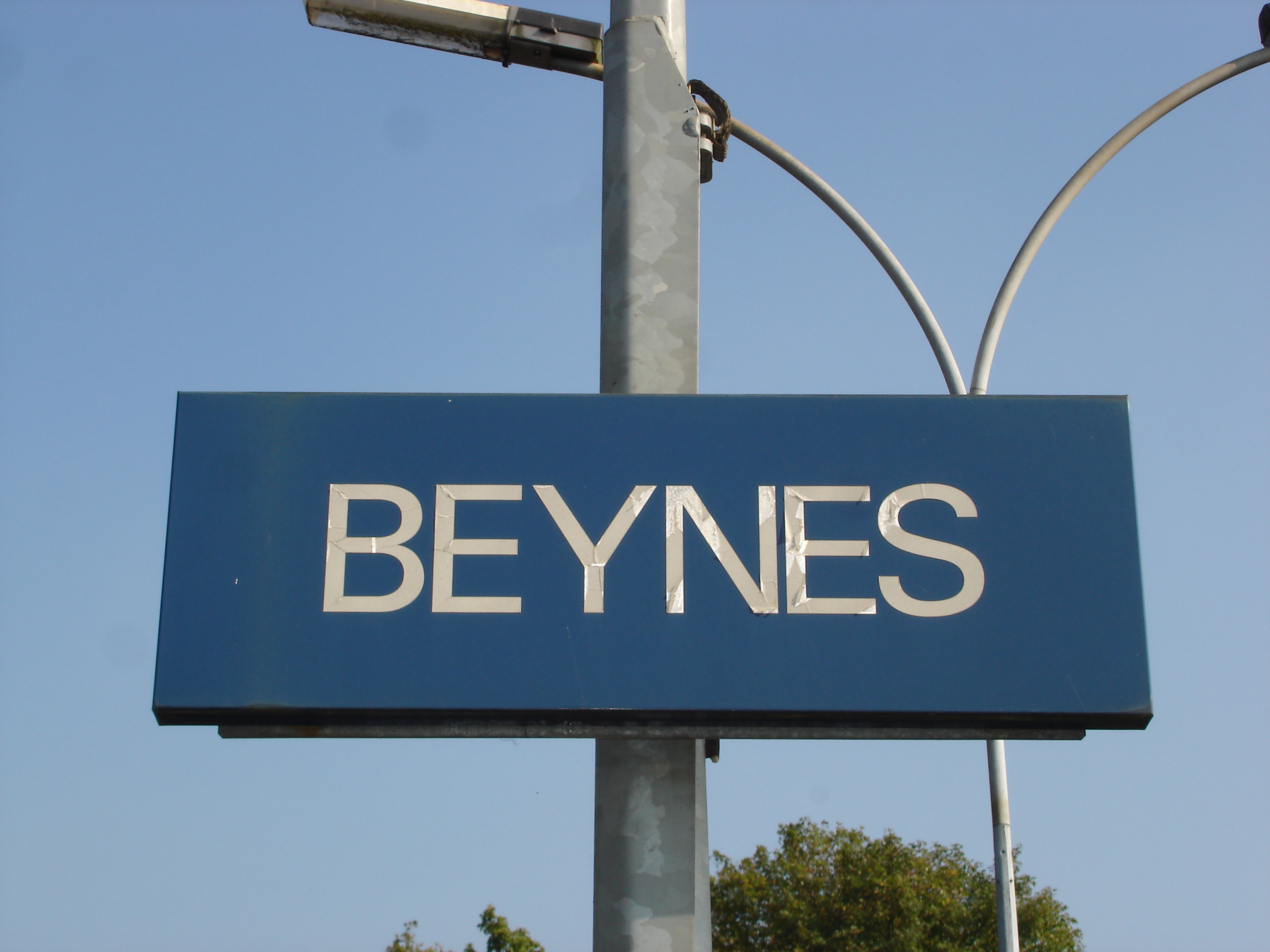
Panneau indiquant le nom de la gare.